# René Tirard
René Eugène Ernest Tirard (Le Havre, Seine-Maritime, 20 de juliol de 1899 - Clichy, Hauts-de-Seine, 12 d'agost de 1977) va ser un atleta francès, especialista en curses de velocitat, que va competir a començaments del segle xx.
El 1920 va prendre part en els Jocs Olímpics d'Anvers, on disputà tres proves del programa d'atletisme. En la cursa del 4x100 metres relleus, formant equip amb René Lorain, René Mourlon i Émile Ali-Khan, guanyà la medalla de plata. En els 100 i 200 metres quedà eliminat en sèries.

## Millors marques
- 100 metres. 11.0" (1919)
- 200 metres. 22.2" (1920)[2]